# Ákos Elek
Ákos Elek (Ózd, 21 de julho de 1988) é um futebolista profissional húngaro que atua como volante, atualmente defende o Diósgyőr VTK.

## Carreira
Ákos Elek fez parte do elenco da Seleção Húngara de Futebol da Eurocopa de 2016.